# Kvantum-szuperpozíció
A kvantum-szuperpozíció a kvantummechanikai rendszerek azon állapota, mikor egyidejűleg két (vagy több) helyzetben is (például van-nincs állapotban) létezhetnek egyszerre.

## Elméleti szemléltetés
Képzeljünk el egy dobozt, akkorát, mint egy cipősdoboz, amelyik teljesen üres, csak egyetlen elektron van benne. A koppenhágai értelmezés szerint az elektron hullámfüggvénye betölti az egész dobozt, így a belsejének bármely pontjában ugyanakkora valószínűséggel találjuk meg az elektront, mert annak helyzete - mivel kvantumfizikai objektum - nem adott. Ezek után gondolatban csúsztassunk be a dobozba pontosan a közepén egy, az oldalfalakra merőleges elválasztófalat, mint ahogy a bűvészek teszik, amikor ketté akarnak fűrészelni egy nőt. Azt hihetnénk, hogy ilyenkor az elektron vagy a doboz egyik, vagy másik felébe kerül, de nem ez a helyzet, hiszen nem egy parányi golyócska pattog ide-oda a doboz belsejében, ugyanis az elektron hullámfüggvénye továbbra is betölti a doboz mindkét felét. Ez az a helyzet, mikor ha bepillantanánk a dobozba, azonos valószínűséggel találnánk meg az elektront a fal mindkét oldalán.
Képzeljük el, hogy a dobozt ténylegesen kettéválasztjuk és eltávolítjuk egymástól. A koppenhágai értelmezés szerint az elektron hullámfüggvénye továbbra is egyenlő mértékben tölti ki a két fél dobozt, nem számít, mennyire távol visszük őket egymástól. A hullámfüggvény csak akkor omlik össze, és az elektron akkor válik egy pontba lokalizálttá, amikor belenézünk az egyik fél dobozba. Nem számít, melyiket nézzük, mivel a dobozban eredetileg csak egyetlenegy elektron volt, bármilyen külső hatás, mint a megpillantáshoz szükséges fény részecskéi, a fotonok, is hatással vannak rá, és a hullámfüggvény azonnali megszűnését váltják ki az adott fél dobozból.

### A szuperpozíció szimulálása
Térjünk vissza a kétfelé osztott cipősdobozhoz, amelyikben 50-50% valószínűséggel találjuk meg az elektront a válaszfal egyik vagy másik oldalán. Képzeljük el most azt, hogy a doboz egy légmentesen lezárt szobában van, amelyben egy ember tartózkodik. A doboz, amiben az elektron található azonban összeköttetésben áll egy detektorral, amelyik egy előre meghatározott pillanatban megállapítja, hogy az elektron a doboz egyik, előre kiszemelt felében tartózkodik-e. Ha a doboznak ebben a felében nincs jelen az elektron, akkor semmi sem történik. Ha viszont a detektor észleli az elektron jelenlétét, akkor a szerkezet egy adag mérget önt a szobába, amelyik ott szétáradva megöli az embert. A józan eszünk azt diktálja, hogy 50% esélye van a túlélésre, és 50% esélye a halálra. A koppenhágai értelmezés szerint, mivel egyetlen külső megfigyelő sem láthatta, mi történik, ezért amikor a detektor a kiválasztott fél-dobozt megvizsgálja, akkor ahelyett, hogy az elektron hullámfüggvénye összeomlana, az egész szoba hullámfüggvénye az állapotok szuperpozíciójának állapotába kerül, ahol az egyik állapot az élő embernek (van), a másik pedig a halott embernek (nincs) felel meg.

## Schrödinger macskája
A Schrödinger macskája egy Erwin Schrödinger Nobel-díjas osztrák fizikus által 1935-ben megfogalmazott gondolatkísérlet, amely a kvantummechanikai rejtélyességek egyik fő vonását emelte ki, az állapotok szuperpozícióját.